# Communauté de communes du Fumélois-Lémance
La communauté de communes du Fumélois-Lémance est une ancienne communauté de communes française, située dans le département de Lot-et-Garonne et la région Aquitaine.

## Composition
| - Blanquefort-sur-Briolance - Condezaygues - Cuzorn - Fumel | - Lacapelle-Biron - Monsempron-Libos - Montayral - Saint-Front-sur-Lémance | - Saint-Georges - Saint-Vite - Sauveterre-la-Lémance - Trentels |

## Historique
Elle est créée en 1993 sous le nom de Communauté de communes du Fumélois avec 5 communes. Elle devient Communauté de communes du Fumélois-Lémance en 2003 avec l'arrivée de 6 nouveaux membres. Le 1er avril 2010, elle intègre la commune de Lacapelle-Biron. En 2011, elle fusionne avec la Communauté de communes du Tournonnais pour former Fumel Communauté.